# Juan Carlos Masnik
Juan Carlos Masnik Hornos (né le 2 mars 1943 à El Tala en Uruguay et mort le 23 février 2021) est un joueur de football international uruguayen  (d'origine polonaise) qui évoluait au poste de défenseur, avant de devenir ensuite entraîneur.

## Biographie

### Carrière de joueur

#### Carrière en club
Juan Carlos Masnik joue principalement en faveur du Club Nacional, du Club Atlético Cerro, et de l'équipe argentine du Gimnasia y Esgrima La Plata.
Avec le club du Gimnasia y Esgrima La Plata, il dispute 66 matchs en première division argentine, inscrivant 3 buts.
Avec le Club Nacional, il remporte trois championnats d'Uruguay, et trois titres internationaux : Copa Libertadores, Coupe intercontinentale et Copa Interamericana.

#### Carrière en équipe nationale
Avec l'équipe d'Uruguay, il joue 26 matchs, sans inscrire de but, entre le 28 juillet 1967, et le 23 juin 1974.
Il figure dans le groupe des sélectionnés lors de la Coupe du monde de 1974. Lors de la phase finale du mondial organisé en Allemagne, il joue trois matchs : contre les Pays-Bas, la Bulgarie, et la Suède.

### Carrière d'entraîneur
Il entraîne brièvement le Club Nacional, avant de diriger plusieurs équipes dans le championnat du Salvador.

## Palmarès

### Palmarès de joueur
Club Nacional
| - Championnat d'Uruguay (3) : - Champion : 1963, 1971 et 1972. - Vice-champion : 1965 et 1974. - Copa Libertadores (1) : - Vainqueur : 1971. - Finaliste : 1964. |  | - Coupe intercontinentale (1) : - Vainqueur : 1971. - Copa Interamericana (1) : - Vainqueur : 1971. |

### Palmarès d'entraîneur
| Luis Ángel Firpo - Championnat du Salvador (1) : - Champion : 1988-89. - Vice-champion : 1989-90. |  | FAS - Championnat du Salvador : - Vice-champion : 1999 (Clôture). |